# Welsh Music Prize
Welsh Music Prize je hudební ocenění. Je udělováno za nejlepší album velšských hudebníků v uplynulém roce. Ocenění založil rozhlasový moderátor Huw Stephens a poprvé bylo udělováno v roce 2011. Získali jej například Gruff Rhys, Georgia Ruth a Kelly Lee Owens.

## Vítězové a nominovaní
| Ročník  | Vítěz                                              | Nominovaní |
| ------- | -------------------------------------------------- | --- |
| 2010–11 | Gruff Rhys – Hotel Shampoo                         | - Al Lewis – In the Wake - Colorama – Box - Lleuwen – Tân - Manic Street Preachers – Postcards from a Young Man - Stagga – The Warm Air Room - Sweet Baboo – I'm a Dancer/Songs About Sleepin' - The Blackout – Hope - The Gentle Good – Tethered for the Storm - The Joy Formidable – The Big Roar - Y Niwl – Y Niwl - Funeral for a Friend – Welcome Home Armageddon |
| 2011–12 | Future of the Left – The Plot Against Common Sense | - Bright Light Bright Light – Make Me Believe in Hope - Cate Le Bon – Cyrk - Cowbois Rhos Botwnnog – Draw Dros Y Mynydd - Exit International – Black Junk - Huw M – Gathering Dusk - Islet – Illuminated People - Jodie Marie – Mountain Echo - Kids in Glass Houses – In Gold Blood - Kutosis – Fanatical Love - Los Campesinos! – Hello Sadness - Truckers of Husk – Accelerated Learning |
| 2012–13 | Georgia Ruth – Week of Pines                       | - Euros Childs – Summer Special - Fist of the First Man – Fist of the First Man - Laurence Made Me Cry – The Diary of Me - Little Arrow – Wild Wishes - Metabeats – Caviar Crackle - Neon Neon – Praxis Makes Perfect - Racehorses – Furniture - Sweet Baboo – Ships - Trwbador – Trwbador - Winter Villains – February - Zervas and Pepper – Lifebringer |
| 2013–14 | Joanna Gruesome – Weird Sister                     | - 9Bach – Tincian - Cate Le Bon – Mug Museum - Euros Childs – Situation Comedy - Future of the Left – How to Stop Your Brain in an Accident - Gruff Rhys – American Interior - Gulp – Season Sun - Manic Street Preachers – Futurology - Samoans – Rescue - Slowly Rolling Camera – Slowly Rolling Camera - The Gentle Good – Y Bardd Anfarwol - The People The Poet – The Narrator |
| 2014–15 | Gwenno – Y Dydd Olaf                               | - Calan – Dinas - Catfish and the Bottlemen – The Balcony - Geraint Jarman – Dwyn yr Hogyn Nol - H. Hawkline – In the Pink of Condition - Hippies vs Ghosts – Droogs - Houdini Dax – Naughty Nation - Joanna Gruesome – Peanut Butter - Keys – Ring the Changes - Paper Aeroplanes – Joy - Richard James – All the New Highways - Tender Prey – Organ Calzone - Trwbador – Several Wolves - Zarelli – Soft Rains - Zefur Wolves – Zefur Wolves                                                                         |
| 2015–16 | Meilyr Jones – 2013                                | - 9Bach – Anian - Alun Gaffey – Alun Gaffey - Cate Le Bon – Crab Day - Climbing Trees – Borders - Datblygu – Porwr Trallod - Plu – Tir A Golau - Right Hand Left Hand – Right Hand Left Hand - Simon Love – It Seemed Like a Good Idea at the Time - Skindred – Volume - Sŵnami – Sŵnami - The Anchoress – Confessions of a Romance Novelist |
| 2016–17 | The Gentle Good – Ruins/Adfeilion                  | - Baby Queens – Baby Queens - Bendith – Bendith - Cotton Wolf – Life in Analogue - H. Hawkline – I Romanticize - Toby Hay – The Gathering - HMS Morris – Interior Design - Mammoth Weed Wizard Bastard – Y Proffwyd Dwyll - Kelly Lee Owens – Kelly Lee Owens - Gruff Rhys – Set Fire to the Stars - Georgia Ruth – Fossil Scale - Sweet Baboo – Wild Imagination |
| 2017–18 | Boy Azooga – 1, 2, Kung Fu!                        | - Astroid Boys – Broke - Bryde – Like an Island - Eugene Capper a Rhodri Brooks – Pontvane - Alex Dingley – Beat the Babble - Catrin Finch a Seckou Keita – Soar - Gwenno Saunders – Le Kov - Toby Hay – The Longest Day - Manic Street Preachers – Resistance Is Futile - Mellt – Mae'n Hawdd Pan Ti'n Ifanc - Gruff Rhys – Babelsberg - Seazoo – Trunks |
| 2018–19 | Adwaith – Melyn                                    | - Accu – Echo the Red - Audiobooks – Now! (In a Minute) - Carwyn Ellis & Rio 18 – Joia! - Cate Le Bon – Reward - Deyah – Lover Loner - Estrons – You Say I'm Too Much I Say You're Not Enough - HMS Morris – Inspirational Talks - Lleuwen – Gwn Glan Beibl Budur - Lucas J. Rowe – Touchy Love - MR – Oesoedd - Vri – Ty Ein Tadau |
| 2019–20 | Deyah – Care City                                  | - Ani Glass – Mirores - Colorama – Chaos Wonderland - Cotton Wolf – Ofni - Don Leisure – Steel Zakuski - Georgia Ruth – Mai - Gruff Rhys – Pang! - Islet – Eyelet - Keys – Bring Me the Head of Jerry Garcia - Kidsmoke – A Vision in the Dark - Los Blancos – Sbwriel Gwyn - Luke RV – Valley Boy - Right Hand Left Hand – Zone Rouge - Silent Forum – Everything Solved at Once - Yr Ods – Iaith y Nefoedd |
| 2020–21 | Kelly Lee Owens – Inner Song                       | - Afro Cluster – The Reach - The Anchoress – The Art of Losing - Carwyn Ellis & Rio 18 – Mas - Datblygu – Cwm Gwagle - El Goodo – Zombie - Gruff Rhys – Seeking New Gods - Gwenifer Raymond – Strange Lights Over Garth Mountain - MaceOnline – My Side of the Bridge - Novo Amor – Cannot Be, Whatsoever - Private World – Aleph - Pys Melyn – Bywyd Llonydd |
| 2021–22 | Adwaith – Bato Mato                                | - Art School Girlfriend – Is It Light Where You Are - Breichiau Hir – Hir Oes I'r Cof - Bryde – Still - Buzzard Buzzard Buzzard – Backhand Deals - Carwyn Ellis & Rio 18 with the BBC National Orchestra of Wales – Yn Rio - Cate Le Bon – Pompeii - Danielle Lewis – Dreaming in Slow Motion - Dead Method – Future Femme - Don Leisure – Shaboo Strikes Back - Gwenno – Tresor - L E M F R E C K – The Pursuit - Manic Street Preachers – The Ultra Vivid Lament - Papur Wal – Amser Mynd Adra - Sywel Nyw – Deuddeg |
| 2022–23 | Rogue Jones – Dos Bebés                            | - Cerys Hafana – Edyf - CVC – Get Real - Dafydd Owain – Uwch Dros Y Pysgod - H. Hawkline – Milk for Flowers - Hyll – Sŵn O’r Stafell Arall - Ivan Moult – Songs from Severn Grove - John Cale – Mercy - Mace the Great – SplottWorld - Minas – All My Love Has Failed Me - Overmono – Good Lies - Sister Wives – Y Gawres - Stella Donnelly – Flood - Sŵnami – Sŵnamii - YNYS – Ynys |
| 2023–24 | L E M F R E C K – Blood, Sweat & Fears             | - Aleighcia Scott – Windrush Baby - Angharad – Motherland - Buzzard Buzzard Buzzard – Skinwalker - Chroma – Ask for Angela - Cowbois Rhos Botwnnog – Mynd â'r Tŷ Am Dro - Elkka – Prism of Pleasure - Georgia Ruth – Cool Head - Gruff Rhys – Sadness Sets Me Free - HMS Morris – Dollar Lizard Money Zombie - Mellt – Dim Dwywaith - Pys Melyn – Bolmynydd - Skindred – Smile - Slate – Deathless - YNYS – Dosbarth Nos                                                                                               |